# Championnat des provinces néo-zélandaises féminin de rugby à XV 2024
Ne doit pas être confondu avec Saison 2024 de Super Rugby Aupiki.
Navigation
2023 2025
Le Championnat des provinces néo-zélandaises féminin de rugby à XV 2024, nommé Farah Palmer Cup 2024, est la 19e édition de la compétition nationale féminine de rugby à XV en Nouvelle-Zélande. Organisée par la fédération néo-zélandaise depuis 1999, elle est composée de deux divisions, la Premiership et le Championship, respectivement première et deuxième division.

## Format
Les équipes s'affrontent sur un match simple, sans cycle retour. À la fin de la saison régulière, les quatre meilleures équipes sont qualifiées pour les demi-finales. Il y a promotion et relégation entre les deux groupes : la dernière équipe de Premiership est remplacée par le vainqueur de Championship.
Les joueuses ne sont pas rémunérées. La compétition se déroule sans les joueuses retenues en équipe nationale.

## Équipes
| Équipe                 | Ville                      | Entraineur     | Stade                                                              |
| ---------------------- | -------------------------- | -------------- | ------------------------------------------------------------------ |
| Auckland Storm         | Auckland                   | Willie Walker  | Eden Park                                                          |
| Bay of Plenty Volcanix | Whakatane Tauranga Rotorua | Rodney Gibbs   | Whakatane Rugby Park Tauranga Domain Rotorua International Stadium |
| Canterbury             | Christchurch               | Blair Baxter   | Orangetheory Stadium Prebbleton Domain                             |
| Counties Manukau Heat  | Pukekohe                   | Chad Shepherd  | Navigation Homes Stadium                                           |
| Hawke's Bay Tuis       | Napier                     | Blair Cross    | McLean Park                                                        |
| Manawatu Cyclones      | Palmerston North           | Fusi Feaunati  | Central Energy Trust Arena Massey University Sports Ground         |
| North Harbour Hibiscus | Albany                     | Duncan McGrory | North Harbour Stadium                                              |
| Northland Kauri        | Whangarei Kaitaia          | Cheryl Smith   | Semenoff Stadium Arnaold Rae Park                                  |
| Otago Spirit           | Dunedin                    | Scott Manson   | Forsyth Barr Stadium                                               |
| Taranaki Whio          | New Plymouth               | Brendan Haami  | TET Stadium                                                        |
| Tasman Mako            | Nelson Blenheim            | Mel Bosman     | Trafalgar Park Lansdowne Park                                      |
| Waikato                | Hamilton                   | James Semple   | FMG Stadium Waikato                                                |
| Wellington Pride       | Wellington                 | Ross Bond      | Sky Stadium                                                        |

## Classement et résultats

### Premiership
| Rang | Club                   | J | V | N | D | Bo | Bd | Pm  | Pe  | Diff | Pts |
| ---- | ---------------------- | - | - | - | - | -- | -- | --- | --- | ---- | --- |
| 1    | Waikato                | 6 | 5 | 0 | 1 | 5  | 1  | 296 | 94  | +202 | 26  |
| 2    | Counties Manukau Heat  | 6 | 5 | 0 | 1 | 6  | 0  | 223 | 190 | +33  | 26  |
| 3    | Canterbury             | 6 | 4 | 0 | 2 | 5  | 0  | 164 | 138 | +26  | 21  |
| 4    | Auckland Storm         | 6 | 3 | 0 | 3 | 5  | 0  | 181 | 216 | -35  | 17  |
| 5    | Bay of Plenty Volcanix | 6 | 2 | 0 | 4 | 6  | 1  | 188 | 193 | -5   | 15  |
| 6    | Hawke's Bay Tui        | 6 | 2 | 0 | 4 | 4  | 1  | 168 | 207 | -39  | 13  |
| 7    | Northland              | 6 | 0 | 0 | 6 | 2  | 0  | 75  | 257 | -182 | 2   |

#### 1rejournée
| 9 août | Auckland | 48 - 17 (19 - 12) | Northland                                                                       | Eden Park, Auckland Arbitre : Maggie Cogger-Orr |
| 9 août | Essai(s) : 7 Sorensen-McGee, Motuliki, D.Nankivell (2), Maiu'u (2), Halafihi, Blackwell Transformation(s) : 4 Sorensen-McGee | Rapport           | Essai(s) : 3 MacCarthy, Young, Murray-Wihongi Transformation(s) : 1 T.Nankivell | Eden Park, Auckland Arbitre : Maggie Cogger-Orr |
| 9 août | | Rapport           |                                                                                 | Eden Park, Auckland Arbitre : Maggie Cogger-Orr |

| 10 août | Counties Manukau                                                                                        | 47 - 24 (21 - 5) | Canterbury                                                               | Navigation Homes Stadium, Pukekohe Arbitre : Ben Woolerton |
| 10 août | Essai(s) : 7 Vehekite, Kolose (2), Te Iringa, Enosa-Taifau, Latu'ila, Tubic Transformation(s) : 6 Tubic | Rapport          | Essai(s) : 4 Laikong (2), Vea, Palamo Transformation(s) : 2 Paton, Sears | Navigation Homes Stadium, Pukekohe Arbitre : Ben Woolerton |
| 10 août | | Rapport          |                                                                          | Navigation Homes Stadium, Pukekohe Arbitre : Ben Woolerton |

| 10 août | Waikato | 42 - 26 (27 - 7) | Bay of Plenty                                                                    | FMG Stadium Waikato, Hamilton Arbitre : Chloe Sampson |
| 10 août | Essai(s) : 7 Tairakena, Hapi-Wise, Houpapa-Barrett (en) (3), Nolan, Ieremia Transformation(s) : 2 Semple Pénalité(s) : 1 Semple | Rapport          | Essai(s) : 4 Tihore (2), Parata-Stewart, Takimoana Transformation(s) : 3 Brazier | FMG Stadium Waikato, Hamilton Arbitre : Chloe Sampson |
| 10 août | | Rapport          |                                                                                  | FMG Stadium Waikato, Hamilton Arbitre : Chloe Sampson |

#### 2ejournée
| 17 août | Hawke's Bay                                                                                               | 32 - 36 (17 - 10) | Counties Manukau                                                                                 | McLean Park, Napier Arbitre : Tiana Anderson |
| 17 août | Essai(s) : 5 Robin, Tuhi, Blake, Awa, Tuliau Transformation(s) : 2 Cottrell (en) Pénalité(s) : 1 Cottrell | Rapport           | Essai(s) : 6 Enosa-Taifau (2), Sefo, Thompson, Te Iringa, Kolose Transformation(s) : 3 Tubic (3) | McLean Park, Napier Arbitre : Tiana Anderson |
| 17 août | | Rapport           |                                                                                                  | McLean Park, Napier Arbitre : Tiana Anderson |

| 17 août | Northland                                                       | 12 - 26 (12 - 5) | Bay of Plenty                                                         | Semenoff Stadium, Whangarei Arbitre : Sam Adam |
| 17 août | Essai(s) : 2 Sutherland, O'Sullivan Transformation(s) : 1 Stolz | Rapport          | Essai(s) : 4 Parata-Stewart, Raki (2), Faneva Pénalité(s) : 2 Brazier | Semenoff Stadium, Whangarei Arbitre : Sam Adam |
| 17 août |                                                                 | Rapport          |                                                                       | Semenoff Stadium, Whangarei Arbitre : Sam Adam |

| 18 août | Canterbury                                                            | 10 - 7 (3 - 7) | Waikato                                                        | Orangetheory Stadium, Christchurch Arbitre : Ben Alexander |
| 18 août | Essai(s) : 1 Purdom Transformation(s) : 1 Paton Pénalité(s) : 1 Paton | Rapport        | Essai(s) : 1 Houpapa-Barrett (en) Transformation(s) : 1 Semple | Orangetheory Stadium, Christchurch Arbitre : Ben Alexander |
| 18 août |                                                                       | Rapport        |                                                                | Orangetheory Stadium, Christchurch Arbitre : Ben Alexander |

#### 3ejournée
| 23 août | Hawke's Bay                                                                                   | 43 - 20 | Northland                                          | McLean Park, Napier Arbitre : Taneika Uerata |
| 23 août | Essai(s) : 7 Awa, Robin (2), Iosefo, McKay, Lauvao, Blake Transformation(s) : 4 Cottrell (en) | Rapport | Essai(s) : 4 Turner, Murray-Wihongi, Johnson, Vaka | McLean Park, Napier Arbitre : Taneika Uerata |
| 23 août |                                                                                               | Rapport |                                                    | McLean Park, Napier Arbitre : Taneika Uerata |

| 24 août | Canterbury                                                                                              | 27 - 43 | Auckland | Orangetheory Stadium, Christchurch Arbitre : Tiana Anderson |
| 24 août | Essai(s) : 4 Palamo, Gapper, Laikong, Dermody Transformation(s) : 2 Ryan, Gapper Pénalité(s) : 1 Gapper | Rapport | Essai(s) : 6 de pénalité, Mekemeke-Vahai, D.Nankivell, Wright-Akeli, Moimoi, Blackwell Transformation(s) : 5 de pénalité, Sorensen-McGee | Orangetheory Stadium, Christchurch Arbitre : Tiana Anderson |
| 24 août | | Rapport | | Orangetheory Stadium, Christchurch Arbitre : Tiana Anderson |

| 24 août | Bay of Plenty | 31 - 41 | Counties Manukau                                                                       | Whakatane Rugby Park, Whakatane Arbitre : Warwick Lahmert |
| 24 août | Essai(s) : 4 Takimoana, Brazier, Wratt-Groneweg, McGarvey, de pénalité Transformation(s) : 3 Brazier, de pénalité | Rapport | Essai(s) : 7 Thompson (3), Enosa-Taifau, Shinno (2), Leuta Transformation(s) : 3 Tubic | Whakatane Rugby Park, Whakatane Arbitre : Warwick Lahmert |
| 24 août | | Rapport |                                                                                        | Whakatane Rugby Park, Whakatane Arbitre : Warwick Lahmert |

#### 4ejournée
| 31 août | Waikato | 65 - 17 (39 - 0) | Auckland                                                                      | FMG Stadium, Hamilton Arbitre : Sam Adam |
| 31 août | Essai(s) : 9 Ieremia, Mahutariki-Fakalelu (en), Paraone (2), Bayler, Houpapa-Barrett (en), Tairakena, Semple, du Plessis Transformation(s) : 7 Semple Pénalité(s) : 2 Semple | Rapport          | Essai(s) : 3 Po'e-Tofaeono, Wood, Moimoi Transformation(s) : 1 Sorensen-McGee | FMG Stadium, Hamilton Arbitre : Sam Adam |
| 31 août | | Rapport          |                                                                               | FMG Stadium, Hamilton Arbitre : Sam Adam |

| 31 août | Hawke's Bay                                                                                   | 26 - 47 | Bay of Plenty                                                                                                | McLean Park, Napier Arbitre : Erin Doherty |
| 31 août | Essai(s) : 4 Mua, Hakiwai, Aiolupotea, Hales Transformation(s) : 3 Cottrell (en) (2), Hakiwai | Rapport | Essai(s) : 7 Maaka, Raki, Takimoana (2), Faneva, McGarvey, Church Transformation(s) : 6 Brazier (5), Hakiwai | McLean Park, Napier Arbitre : Erin Doherty |
| 31 août |                                                                                               | Rapport | | McLean Park, Napier Arbitre : Erin Doherty |

| 1er septembre | Counties Manukau                                                                | 35 - 26 (14 - 7) | Northland                                                                      | Navigation Homes Stadium, Pukehoke Arbitre : Tiana Anderson |
| 1er septembre | Essai(s) : 5 Marino-Tauhinu, Tubic, Fanene-Lolo (3) Transformation(s) : 3 Tubic | Rapport          | Essai(s) : 4 Johnson (3), Hooson Transformation(s) : 3 Turner (2), T.Nankivell | Navigation Homes Stadium, Pukehoke Arbitre : Tiana Anderson |
| 1er septembre |                                                                                 | Rapport          |                                                                                | Navigation Homes Stadium, Pukehoke Arbitre : Tiana Anderson |

#### 5ejournée
| 7 septembre | Auckland                                    | 20 - 35 (15 - 22) | Counties Manukau                                                                        | Eden Park, Auckland Arbitre : Ben Woolerton |
| 7 septembre | Essai(s) : 4 Mekemeke-Vahai (3), Bloomfield | Rapport           | Essai(s) : 6 Paitai (2), Shinno (2), Teutau, Marino-Tauhinu Transformation(s) : 1 Tubic | Eden Park, Auckland Arbitre : Ben Woolerton |
| 7 septembre |                                             | Rapport           |                                                                                         | Eden Park, Auckland Arbitre : Ben Woolerton |

| 7 septembre | Northland | 0 - 24 (0 - 19) | Canterbury                                                           | Arnold Rae Park, Kaitaia Arbitre : Chloe Sampson |
| 7 septembre |           | Rapport         | Essai(s) : Palamo (2), Laikong, Dermody Transformation(s) : 2 Gapper | Arnold Rae Park, Kaitaia Arbitre : Chloe Sampson |
| 7 septembre |           | Rapport         |                                                                      | Arnold Rae Park, Kaitaia Arbitre : Chloe Sampson |

| 8 septembre | Waikato | 44 - 12 (29 - 7) | Hawke's Bay                                                          | Hamilton Marist, Hamilton Arbitre : Tiana Anderson |
| 8 septembre | Essai(s) : 8 Kaitapu, Mahutariki-Fakalelu (en), Nolan (2), Ieremia (2), Houpapa-Barrett (en), Paraone Transformation(s) : 2 Semple | Rapport          | Essai(s) : 2 Aiolupotea, Pailate Transformation(s) : 1 Cottrell (en) | Hamilton Marist, Hamilton Arbitre : Tiana Anderson |
| 8 septembre | | Rapport          |                                                                      | Hamilton Marist, Hamilton Arbitre : Tiana Anderson |

#### 6ejournée
| 14 septembre | Bay of Plenty                                                                | 24 - 29 (7 - 26) | Auckland | Tauranga Domain, Tauranga Arbitre : Natarsha Ganley |
| 14 septembre | Essai(s) : 3 Maaka, Takimoana, Wratt-Groeneweg Transformation(s) : 1 Brazier | Rapport          | Essai(s) : 4 Mekemeke-Vahai, Mafoe, Moimoi (2) Transformation(s) : 3 D.Nankivell Pénalité(s) : 1 D.Nankivell | Tauranga Domain, Tauranga Arbitre : Natarsha Ganley |
| 14 septembre |                                                                              | Rapport          | | Tauranga Domain, Tauranga Arbitre : Natarsha Ganley |

| 14 septembre | Canterbury                                                                                    | 36 - 7 (15 - 7) | Hawke's Bay                                             | Prebbleton Domain, Prebbleton Arbitre : Erin Doherty |
| 14 septembre | Essai(s) : 6 Yoshida, Bodle, Ryan, Vea (2), Harding Transformation(s) : 3 Paton, Cochrane (2) | Rapport         | Essai(s) : 1 Newton Transformation(s) : 1 Cottrell (en) | Prebbleton Domain, Prebbleton Arbitre : Erin Doherty |
| 14 septembre |                                                                                               | Rapport         |                                                         | Prebbleton Domain, Prebbleton Arbitre : Erin Doherty |

| 15 septembre | Counties Manukau                                                                                | 29 - 57 (22 - 26) | Waikato | Navigation Homes Stadium, Pukekohe Arbitre : Maggie Cogger-Orr |
| 15 septembre | Essai(s) : 4 Pasikala, Kolose, Paitai, Shinno Transformation(s) : 3 Tubic Pénalité(s) : 1 Tubic | Rapport           | Essai(s) : 9 Bayler, Hohepa (2), Semple, Mahutariki-Fakalelu (en), Ieremia, Houpapa-Barrett (en), M.Anderson, Tairakena Transformation(s) : 6 Semple | Navigation Homes Stadium, Pukekohe Arbitre : Maggie Cogger-Orr |
| 15 septembre |                                                                                                 | Rapport           | | Navigation Homes Stadium, Pukekohe Arbitre : Maggie Cogger-Orr |

#### 7ejournée
| 21 septembre | Northland | 0 - 81 (0 - 46) | Waikato | Semenoff Stadium, Whangarei Arbitre : Maggie Cogger-Orr |
| 21 septembre |           | Rapport         | Essai(s) : 13 Puni Lio (2), Mahutariki-Fakalelu (en), Marsters (3), Houpapa-Barrett (en), M.Anderson, Tairakena, Semple, Fetalaiga, Hapi-Wise, Hohepa Transformation(s) : 8 Nepia | Semenoff Stadium, Whangarei Arbitre : Maggie Cogger-Orr |
| 21 septembre |           | Rapport         | | Semenoff Stadium, Whangarei Arbitre : Maggie Cogger-Orr |

| 22 septembre | Auckland                                                                                    | 24 - 48 (10 - 12) | Hawke's Bay | Eden Park, Auckland Arbitre : Sam Adams |
| 22 septembre | Essai(s) : 4 Brown, Lelenga, Blackwell, Sorensen-McGee Transformation(s) : 2 Sorensen-McGee | Rapport           | Essai(s) : 8 Lauvao (2), Adamson, Clark, Poletti, Newton, Ferguson, Pailate Transformation(s) : 4 Cottrell (en) | Eden Park, Auckland Arbitre : Sam Adams |
| 22 septembre |                                                                                             | Rapport           | | Eden Park, Auckland Arbitre : Sam Adams |

| 22 septembre | Bay of Plenty                                                                                      | 34 - 43 (5 - 12) | Canterbury                                                                                      | Rotorua International Stadium Arbitre : Warwick Lahmert |
| 22 septembre | Essai(s) : 5 Takimoana (3), Church, McGarvey Transformation(s) : 3 Brazier Pénalité(s) : 1 Brazier | Rapport          | Essai(s) : 7 Bayfield, Anglesey, Laikong (2), Simpson, Niao, Palamo Transformation(s) : 4 Paton | Rotorua International Stadium Arbitre : Warwick Lahmert |
| 22 septembre | | Rapport          |                                                                                                 | Rotorua International Stadium Arbitre : Warwick Lahmert |

#### Phase finale
|  | Demi-finales     | Demi-finales |         |    | Finale    | Finale    |
|  | Demi-finales     | Demi-finales |         |    | Finale    | Finale    |
|  |                  |              |         |    |           |           |
|  | 28 septembre     | 28 septembre |         |    | 5 octobre | 5 octobre |
|  | 28 septembre     | 28 septembre |         |    | 5 octobre | 5 octobre |
|  | Waikato          | 69           |         |    | 5 octobre | 5 octobre |
|  | Waikato          | 69           |         |    | 5 octobre | 5 octobre |
|  | Auckland         | 12           |         |    | 5 octobre | 5 octobre |
|  | Auckland         | 12           | Waikato | 27 |           |           |
|  | 28 septembre     |              | Waikato | 27 |           |           |
|  |                  | Canterbury   | 25      |    |           |           |
|  | Counties Manukau | Canterbury   | 25      | 31 |           |           |
|  | Counties Manukau |              |         | 31 |           |           |
|  | Canterbury       | 36           |         |    |           |           |
|  | Canterbury       | 36           |         |    |           |           |

##### Demi-finales
| 28 septembre | Waikato | 69 - 12 (50 - 7) | Auckland                                                         | FMG Stadium, Waikato Arbitre : Warwick Lahmert |
| 28 septembre | Essai(s) : 11 Mahutariki-Fakalelu (en), R.Anderson (3), Nepia (2), Houpapa-Barrett (en) (2), M.Anderson, Heta, Ieremia Transformation(s) : 7 Nepia | Rapport          | Essai(s) : 2 Mafoe, Lokotui Transformation(s) : 1 Sorensen-McGee | FMG Stadium, Waikato Arbitre : Warwick Lahmert |
| 28 septembre | | Rapport          |                                                                  | FMG Stadium, Waikato Arbitre : Warwick Lahmert |

| 28 septembre | Counties Manukau                                                                      | 31 - 36 (12 - 24) | Canterbury                                                                  | Navigation Homes Stadium, Pukehoke Arbitre : Erin Doherty |
| 28 septembre | Essai(s) : 5 Suzuki, Thompson (2), Perese (en), Te Iringa Transformation(s) : 3 Tubic | Rapport           | Essai(s) : 6 Laikong, Yoshida, Palamo (3), Niao Transformation(s) : 3 Paton | Navigation Homes Stadium, Pukehoke Arbitre : Erin Doherty |
| 28 septembre |                                                                                       | Rapport           |                                                                             | Navigation Homes Stadium, Pukehoke Arbitre : Erin Doherty |

##### Finale
| 5 octobre | Waikato | 27 - 25 (17 - 17) | Canterbury                                                                                | FMG Stadium, Waikato Arbitre : Warwick Lahmert |
| 5 octobre | Essai(s) : 4 Nepia, Mahutariki-Fakalelu (en), Ieremia, Houpapa-Barrett (en) Transformation(s) : 2 Nepia Pénalité(s) : 1 Nepia | Rapport           | Essai(s) : 3 Whinney, Bayfield, Yoshida Transformation(s) : 2 Paton Pénalité(s) : 2 Paton | FMG Stadium, Waikato Arbitre : Warwick Lahmert |
| 5 octobre | | Rapport           |                                                                                           | FMG Stadium, Waikato Arbitre : Warwick Lahmert |

### Championship
| Rang | Club                   | J | V | N | D | Bo | Bd | Pm  | Pe  | Diff | Pts |
| ---- | ---------------------- | - | - | - | - | -- | -- | --- | --- | ---- | --- |
| 1    | Manawatu Cyclones      | 5 | 5 | 0 | 0 | 5  | 0  | 274 | 60  | +214 | 25  |
| 2    | Wellington Pride       | 5 | 4 | 0 | 1 | 5  | 0  | 223 | 108 | +115 | 21  |
| 3    | Otago Spirit           | 5 | 3 | 0 | 2 | 3  | 0  | 143 | 163 | -20  | 15  |
| 4    | North Harbour Hibiscus | 5 | 2 | 0 | 3 | 2  | 1  | 150 | 115 | +35  | 11  |
| 5    | Tasman                 | 5 | 1 | 0 | 4 | 2  | 1  | 100 | 222 | -122 | 7   |
| 6    | Taranaki               | 5 | 0 | 0 | 5 | 1  | 1  | 86  | 308 | -222 | 2   |

#### 1rejournée
| 10 août | Wellington | 51 - 12 (22 - 12) | Tasman | Porirua Park, Wellington Arbitre : Taneika Uerata |
| 10 août | Rapport    |                   |        | Porirua Park, Wellington Arbitre : Taneika Uerata |
| 10 août |            |                   |        | Porirua Park, Wellington Arbitre : Taneika Uerata |

| 11 août | North Harbour | 21 - 24 (7 - 5) | Otago | North Harbour Stadium, Albany Arbitre : Tiana Anderson |
| 11 août | Rapport       |                 |       | North Harbour Stadium, Albany Arbitre : Tiana Anderson |
| 11 août |               |                 |       | North Harbour Stadium, Albany Arbitre : Tiana Anderson |

| 11 août | Manawatu | 86 - 7 (55 - 0) | Taranaki | Central Energy Trust Arena, Palmerston North Arbitre : Estelle Whaiapu |
| 11 août | Rapport  |                 |          | Central Energy Trust Arena, Palmerston North Arbitre : Estelle Whaiapu |
| 11 août |          |                 |          | Central Energy Trust Arena, Palmerston North Arbitre : Estelle Whaiapu |

#### 2ejournée
| 17 août | Manawatu | 47 - 12 (19 - 0) | Otago | Central Energy Trust Arena, Palmerston North Arbitre : Chloe Sampson |
| 17 août | Rapport  |                  |       | Central Energy Trust Arena, Palmerston North Arbitre : Chloe Sampson |
| 17 août |          |                  |       | Central Energy Trust Arena, Palmerston North Arbitre : Chloe Sampson |

| 17 août | Taranaki | 7 - 61 (0 - 21) | Wellington | TSB Hub, Hawera Arbitre : Ben Woolerton |
| 17 août | Rapport  |                 |            | TSB Hub, Hawera Arbitre : Ben Woolerton |
| 17 août |          |                 |            | TSB Hub, Hawera Arbitre : Ben Woolerton |

| 18 août | North Harbour | 46 - 5 (29 - 0) | Tasman | North Harbour Stadium, Albany Arbitre : Erin Doherty |
| 18 août | Rapport       |                 |        | North Harbour Stadium, Albany Arbitre : Erin Doherty |
| 18 août |               |                 |        | North Harbour Stadium, Albany Arbitre : Erin Doherty |

#### 3ejournée
| 25 août | Otago   | 34 - 27 | Tasman | Forsyth Barr Stadium, Dunedin Arbitre : Georgia Mason |
| 25 août | Rapport |         |        | Forsyth Barr Stadium, Dunedin Arbitre : Georgia Mason |
| 25 août |         |         |        | Forsyth Barr Stadium, Dunedin Arbitre : Georgia Mason |

| 25 août | Wellington | 24 - 55 | Manawatu | Porirua Park, Wellington Arbitre : Natarsha Ganley |
| 25 août | Rapport    |         |          | Porirua Park, Wellington Arbitre : Natarsha Ganley |
| 25 août |            |         |          | Porirua Park, Wellington Arbitre : Natarsha Ganley |

| 25 août | Taranaki | 19 - 62 | North Harbour | Yarrow Stadium, New Plymouth Arbitre : Larissa Woolerton |
| 25 août | Rapport  |         |               | Yarrow Stadium, New Plymouth Arbitre : Larissa Woolerton |
| 25 août |          |         |               | Yarrow Stadium, New Plymouth Arbitre : Larissa Woolerton |

#### 4ejournée
| 31 août | Taranaki | 17 - 60 (5 - 40) | Otago | Yarrow Stadium, New Plymouth Arbitre : Warwick Lahmert |
| 31 août | Rapport  |                  |       | Yarrow Stadium, New Plymouth Arbitre : Warwick Lahmert |
| 31 août |          |                  |       | Yarrow Stadium, New Plymouth Arbitre : Warwick Lahmert |

| 31 août | Tasman  | 17 - 55 (12 - 41) | Manawatu | Lansdowne Park, Blenheim Arbitre : Taneika Uerata |
| 31 août | Rapport |                   |          | Lansdowne Park, Blenheim Arbitre : Taneika Uerata |
| 31 août |         |                   |          | Lansdowne Park, Blenheim Arbitre : Taneika Uerata |

| 1er septembre | Wellington | 36 - 21 | North Harbour | Porirua Park, Wellington Arbitre : Chloe Sampson |
| 1er septembre | Rapport    |         |               | Porirua Park, Wellington Arbitre : Chloe Sampson |
| 1er septembre |            |         |               | Porirua Park, Wellington Arbitre : Chloe Sampson |

#### 5ejournée
| 7 septembre | Tasman  | 39 - 36 (5 - 19) | Taranaki | Trafalgar Park, Nelson Arbitre : Erin Doherty |
| 7 septembre | Rapport |                  |          | Trafalgar Park, Nelson Arbitre : Erin Doherty |
| 7 septembre |         |                  |          | Trafalgar Park, Nelson Arbitre : Erin Doherty |

| 7 septembre | Otago   | 13 - 51 (3 - 22) | Wellington | Forsyth Barr Stadium, Dunedin Arbitre : Taneika Uerata |
| 7 septembre | Rapport |                  |            | Forsyth Barr Stadium, Dunedin Arbitre : Taneika Uerata |
| 7 septembre |         |                  |            | Forsyth Barr Stadium, Dunedin Arbitre : Taneika Uerata |

| 7 septembre | Manawatu | 31 - 0 (19 - 0) | North Harbour | Central Energy Trust Arena, Palmerston North Arbitre : Matt McEwan |
| 7 septembre | Rapport  |                 |               | Central Energy Trust Arena, Palmerston North Arbitre : Matt McEwan |
| 7 septembre |          |                 |               | Central Energy Trust Arena, Palmerston North Arbitre : Matt McEwan |

#### Phase finale
|  | Demi-finales  | Demi-finales |          |    | Finale       | Finale       |
|  | Demi-finales  | Demi-finales |          |    | Finale       | Finale       |
|  |               |              |          |    |              |              |
|  | 14 septembre  | 14 septembre |          |    | 22 septembre | 22 septembre |
|  | 14 septembre  | 14 septembre |          |    | 22 septembre | 22 septembre |
|  | Manawatu      | 72           |          |    | 22 septembre | 22 septembre |
|  | Manawatu      | 72           |          |    | 22 septembre | 22 septembre |
|  | North Harbour | 0            |          |    | 22 septembre | 22 septembre |
|  | North Harbour | 0            | Manawatu | 33 |              |              |
|  | 15 septembre  |              | Manawatu | 33 |              |              |
|  |               | Otago        | 3        |    |              |              |
|  | Wellington    | Otago        | 3        | 38 |              |              |
|  | Wellington    |              |          | 38 |              |              |
|  | Otago         | 51           |          |    |              |              |
|  | Otago         | 51           |          |    |              |              |

##### Demi-finales
| 14 septembre | Manawatu                                                                                                 | 72 - 0 (40 - 0) | North Harbour | Massey University Sports Ground, Palmerston North Arbitre : Chloe Sampson |
| 14 septembre | Essai(s) : 12 Walker-Waitoa (4), King (2), Lush, Nuku, Doyle (3), Brickland Transformation(s) : 6 Windle | Rapport         |               | Massey University Sports Ground, Palmerston North Arbitre : Chloe Sampson |
| 14 septembre | | Rapport         |               | Massey University Sports Ground, Palmerston North Arbitre : Chloe Sampson |

| 15 septembre | Wellington                                                                   | 38 - 51 (26 - 20) | Otago | Jerry Collins Stadium, Porirua Arbitre : Tiana Anderson |
| 15 septembre | Essai(s) : 6 Baker (3), Print, Lea, Mackey Transformation(s) : 4 Landon-Lane | Rapport           | Essai(s) : 8 Rewiri-Wharerau (2), Va'afusuaga, Hall, Gorinski, Hill, Hollows, Hume Transformation(s) : 4 Cormick Pénalité(s) : 1 Cormick | Jerry Collins Stadium, Porirua Arbitre : Tiana Anderson |
| 15 septembre |                                                                              | Rapport           | | Jerry Collins Stadium, Porirua Arbitre : Tiana Anderson |

##### Finale
| 22 septembre | Manawatu                                                             | 33 - 3 (14 - 3) | Otago                     | Central Energy Trust Arena, Palmerston North Arbitre : Tiana Anderson |
| 22 septembre | Essai(s) : 5 Hamahona, Sturmey, Mete (3) Transformation(s) : 4 Davis | Rapport         | Pénalité(s) : 1 McCormick | Central Energy Trust Arena, Palmerston North Arbitre : Tiana Anderson |
| 22 septembre |                                                                      | Rapport         |                           | Central Energy Trust Arena, Palmerston North Arbitre : Tiana Anderson |